# Колин Мател
Колин Мартел (фр. Coline Mattel; Саланш 3. новембар 1995) је француска ски скакачица.

## Каријера
У Континенталном купу дебитовала је у Шонаху у доби од свега 11 година. На свом првом учешћу на Светском јуниорском првенству 2007. заузела је 18. место. Две године касније освојила је бронзану медаљу. Исте године била је пета на сениорском светском првенству у Либерецу. На идућем јуниоском светском првенству у Хинтерцартену 2010. дошла је до сребрне медаље, што је поновила 2013. опет у Либерецу и 2014. у Вал ди Фјемеу, а у међувремену је постала светска јуниорска првакиња 2011.
Такође 2011. године освојила је бронзану медаљу на Светском првенству у Ослу. Прво учешће на Светском купу имала је 3. 12. 2012. у Лилехамеру и одмах освојила 2. место.
И са Зимским олимпијским играма 2014. у Сочију вратила се с медаљом — била је трећа у женској конкуренцији и тако Француској донела прву олимпијску медаљу у историји овог спорта у било којој конкуренцији.Лилехамер

## Резултати у Светском купу

### Постоља
| Бр. | Датум         | Место         | Скакаоница      | К-тачка | HS     | Скок 1 | Скок 2 | Прпдови | Пласман | Реф.  |
| --- | ------------- | ------------- | --------------- | ------- | ------ | ------ | ------ | ------- | ------- | ----- |
| 1.  | 3. 12. 2011.  | Лилехамер     | Лисгердсбакен   | K 90    | HS 100 | 92 м   | 87 м   | 277,0   | 2.      | [ 1 ] |
| 2.  | 9. 12. 2012.  | Красна Пољана | Рускије горки   | K 95    | HS 105 | 98,5 м | 92 м   | 231,1   | 1.      | [ 3 ] |
| 3.  | 14. 12. 2012. | Рамзау        | Mattenschanze   | K 90    | HS 98  | 86,5 м | 93 м   | 238,6   | 2.      | [ 4 ] |
| 4.  | 6. 1. 2013.   | Шонах         | Лангелвалд      | K 90    | HS 106 | 97,5 м | 90 м   | 223,4   | 3.      | [ 5 ] |
| 5.  | 12. 1. 2013.  | Хинтерцартен  | Адлер           | K 95    | HS 108 | 97,5 м | 97,5 м | 240,4   | 3.      | [ 6 ] |
| 6.  | 2. 2. 2013.   | Сапоро        | Мијаномори      | K 90    | HS 100 | 93 м   | -      | 120,2   | 1.      | [ 7 ] |
| 7.  | 16. 2. 2013.  | Љубно         | Логарска долина | K 85    | HS 95  | 84 м   | 84 м   | 212,1   | 3.      | [ 8 ] |
| 8.  | 17. 2. 2013.  | Љубно         | Логарска долина | K 85    | HS 95  | 87 м   | 87 м   | 243,3   | 2.      | [ 9 ] |

### Укупни пласман
| Сезона    | Пласман |
| --------- | ------- |
| 2011/212. | 10      |
| 2012/13.  | 3       |
| 2013/14.  | 8.      |
| 2014/14.  | 22.     |
| 2015/16.  | 33.     |